# Naloxon
Naloxon ist ein Opioid-Antagonist und gehört mit Naltrexon zu den reinen Opioidantagonisten, die als kompetitive Antagonisten an allen Opioidrezeptoren wirken. Damit heben sie die Wirkungen, die durch Opiate und Opioide verursacht werden, teilweise oder ganz auf. Naloxon wird in der Humanmedizin als Arzneistoff verwendet. Naloxon wird als Opioid-Antidot seit 1983 in der Liste der unentbehrlichen Arzneimittel der Weltgesundheitsorganisation geführt.
Naloxon hat eine Wirkdauer von etwa 30 Minuten und wirkt damit kürzer als die meisten Opiate und Opioide. Um einem Rebound-Effekt vorzubeugen, muss es gegebenenfalls repetitiv bzw. zur intravenösen Gabe zusätzlich intramuskulär verabreicht werden.
Der Name Naloxon leitet sich von N-Allyl und Oxymorphon ab.

## Anwendung

### Monotherapie
Naloxon wird in der Notfallmedizin als Antidot bei Opiatüberdosierung durch entsprechende Drogen bzw. Medikamente, wie Heroin und Methadon, verwendet. Im Zusammenhang mit Atemdepression bzw. bei Atemstillstand angewandt, wirkt Naloxon (bei intravenöser Gabe) innerhalb von Sekunden. Seit 2017 ist Naloxon auch als Nasenspray zugelassen. In der Anästhesie kann es auch bei relativer Opiatüberdosierung zur Beschleunigung der Aufwachphase und Aufhebung einer Atemdepression sowie in der Regionalanästhesie zur Beseitigung eines Opiatpruritus eingesetzt werden.
Im April 2021 wurde von der Food and Drug Administration (FDA) ein höher dosiertes Naloxonhydrochlorid-Nasenspray (Kloxxado von Hikma Pharmaceuticals) zur Behandlung von Opioid-Überdosierungen durch Fentanyl und seine Analoga zugelassen.

### Kombinationstherapie
Da Naloxon bei Opiatabhängigen ein Entzugssyndrom auslöst, wird es in geringer Dosis zur Diagnostik einer solchen Abhängigkeit eingesetzt. Außerdem wird es mit manchen zentral wirksamen Analgetika (Tilidin, Oxycodon, Buprenorphin) fix kombiniert, unter anderem um deren missbräuchliche Verwendung zu verhindern.
- Kombination mit Tilidin

Naloxon unterliegt einem hohen First-Pass-Effekt, was dazu führt, dass es bei peroraler Anwendung seine antagonistische Wirkung nicht entfalten kann. Bei Patienten mit Leberschaden wird Naloxon nicht mehr größtenteils bei der ersten Leberpassage abgebaut und schwächt so die Wirkung des Tilidins. Bei missbräuchlicher parenteraler Anwendung wird Naloxon ebenfalls nicht abgebaut und entfaltet seine Wirkung: Tilidin bleibt ohne Wirkung.
Aus diesem Grund unterlag diese Kombination einige Zeit nicht dem Betäubungsmittelgesetz. Seit Januar 2013 ist die Kombination in der Darreichungsform Tropfen in Deutschland jedoch wieder BtM-pflichtig. Die Retardtabletten sind davon nicht betroffen.
- Kombination mit Oxycodon

Der gleiche Mechanismus kommt auch in der Kombination von Naloxon mit Oxycodon im Verhältnis 1:2 zum Tragen. Durch die geringe Bioverfügbarkeit nach der peroralen Gabe bleibt eine systemische Wirkung weitgehend aus. Naloxon wirkt lokal durch kompetitive Bindung an die Opioidrezeptoren der Darmwand und vermindert die durch Opioide typischerweise ausgelösten Verstopfungserscheinungen.
- Kombination mit Buprenorphin

Suboxone ist ein Kombinationspräparat von Buprenorphin mit Naloxon im Verhältnis von 4:1. Bei sachgerechter, d. h. in diesem Fall sublingualer Anwendung, wird Naloxon nicht resorbiert und Buprenorphin entfaltet seine Wirkung als Substitutionsmittel bei Opioidabhängigkeit, während eine intravenöse oder nasale Verabreichung („Sniefen“) zu Entzugssymptomen führt, weil eben nicht nur das Opioid (Buprenorphin), sondern auch das Antidot (Naloxon) ins Blut gelangt.

## Geschichte

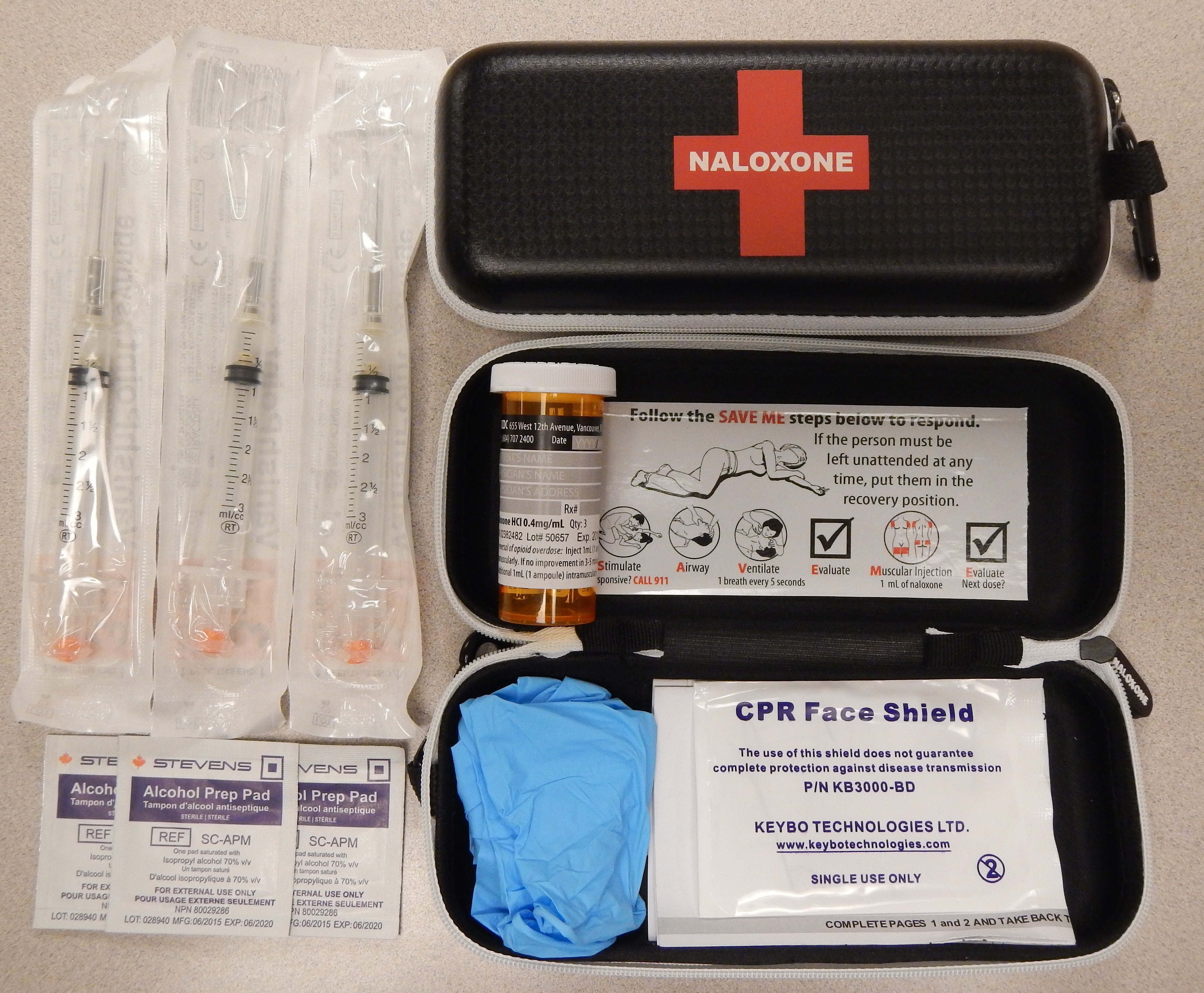
Naloxon-Notfall-Kit in Taschenform in British Columbia, Kanada

Naloxon wurde 1961 in New York patentiert. In den USA ist es seit 1971 zur Behandlung von Opiatüberdosen zugelassen. In den 1990er-Jahren nahm der Opiatmissbrauch in den USA zu und wurde schließlich als „Opioidkrise“ wahrgenommen, weshalb auch der Einsatz von Naloxonpräparaten dort ausgeweitet wurde. Das Patent ist mittlerweile ausgelaufen, und somit ist Naloxon als Generikum von diversen Herstellern verfügbar.

## Handelsnamen
- Monopräparate: Nexodal (A), Narcanti (D), Narcan bzw. Naloxon OrPha (CH), Nyxoid (D)
- Kombinationspräparate: Andolor (D), Celldolor (D), Suboxone (D, A), Targin (D), Tilidin (D), Valoron N (D)

Unter dem Handelsnamen Evzio werden in den USA fertige Naloxoninjektionen angeboten, deren Einsatz auch ohne medizinische Aufsicht möglich sein soll. Im Zuge der Drogenkrise in den USA geriet die Firma Kaleo Pharma 2016/2017 in die Kritik, weil sie die Preise für ein Zweierpack des Präparats von 690 US-Dollar im Jahr 2014 auf 4.500 US-Dollar im Januar 2017 erhöht hatte.
Nach Auslaufen des Patentschutzes wurde Naloxon 2023 für etwa 50 US-Dollar für ein Zweierpack gehandelt.